# Jesus e a Samaritana (Annibale Carracci)
Jesus e a Samaritana é uma pintura a óleo sobre tela de 1593-1594 do pintor italiano do barroco Annibale Carracci que se encontra atualmente na Pinacoteca de Brera de Milão.
O quadro representa o episódio da vida de Jesus designado por Samaritana no poço e que aparece apenas no Evangelho segundo S. João, em João 4:4–26.
O episódio é considerado pela teologia católica como sendo "um paradigma para o nosso engajamento com a verdade".

## Descrição e estilo
De acordo com João Evangelista, Jesus ao atravessar a Samaria, chegou a Sicar, junto à fonte/poço de Jacó. Estando Jesus, cansado da viagem, sentado ao pé do poço, chegou uma mulher para tirar água e Jesus pediu-lhe que lhe desse de beber, tendo ela respondido: Como, sendo tu judeu, me pedes água a mim, que sou samaritana? Os judeus não se comunicam com os samaritanos. Ao que Jesus respondeuː Se tivesses conhecido o dom de Deus, e quem é o que te diz, "Dá-me de beber", tu lhe terias pedido, e ele te haveria dado água viva, sendo a água viva entendida como o Espírito Santo.
O Jesus e a Samaritana de Brera situa-se num momento da pintura de Annibale Carracci em que à influência da pintura veneziana (que a partir de 1588 caracterizou a sua arte) se associam referências à tradição pictórica da Itália Central e o regresso ao exemplo de Correggio (mestre que Annibale tinha seguido com grande interesse nos seus anos de juventude).

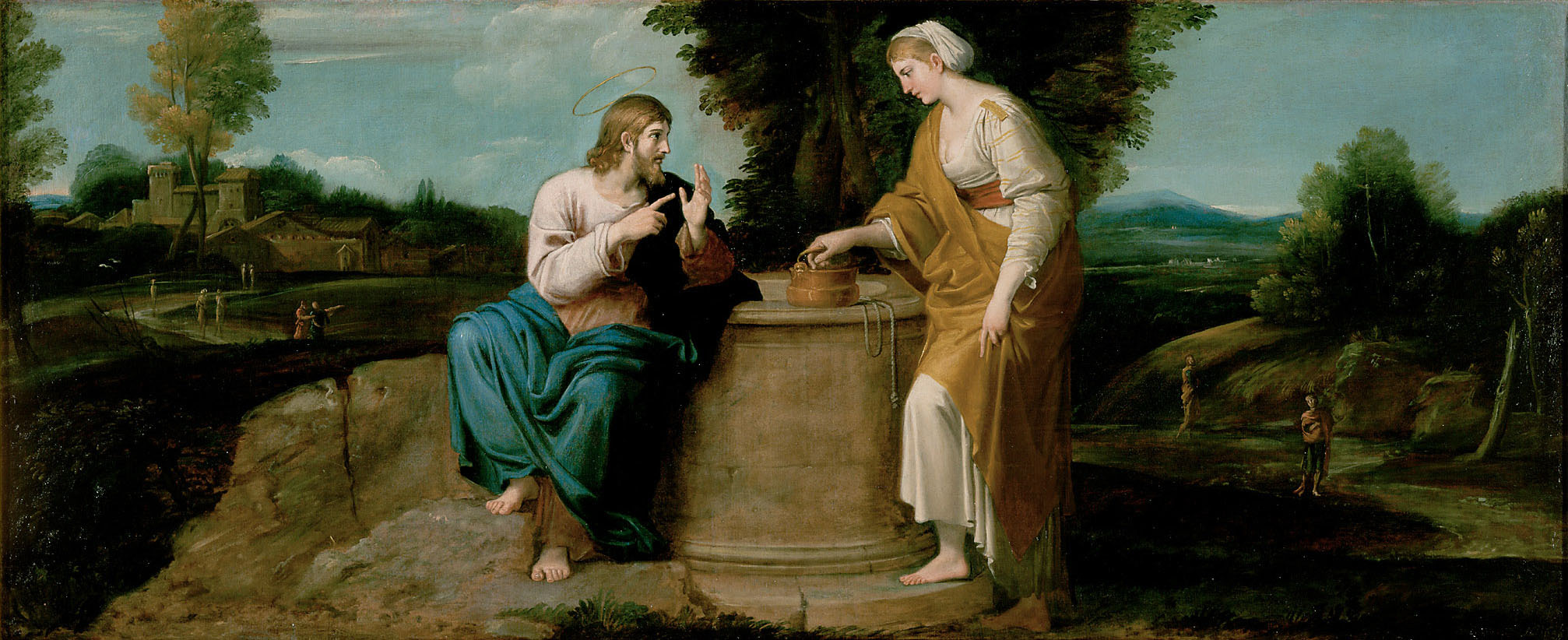
Jesus e a Samaritana (c. 1603), Annibale Carracci, Museu de História da Arte em Viena

Na obra, de facto, são aplicadas referências a Veronese, mas também uma atenção mais acentuada aos valores clássicos, tanto que Denis Mahon definiu a pintura como proto-poussinesca, isto é, como precursora da arte de Nicolas Poussin, um dos principais intérpretes do classicismo do século XVII.
A Samaritana de Brera é baseada num desenho preparatório tradicionalmente atribuído a Ludovico Carracci, mas atribuido em última análise a Agostino Carracci (British Museum), a partir do qual, no entanto, Annibale se afastou de várias modos.
Com a Caridade de São Rocco, a Samaritana de Brera é a única pintura do mais jovem dos Carracci que deu origem a uma gravura enquanto ainda era vivo. A gravura é atribuída a Guido Reni ou a Francesco Brizio e a sua primeira edição remonta a 1595, pouco tempo depois da conclusão da pintura.

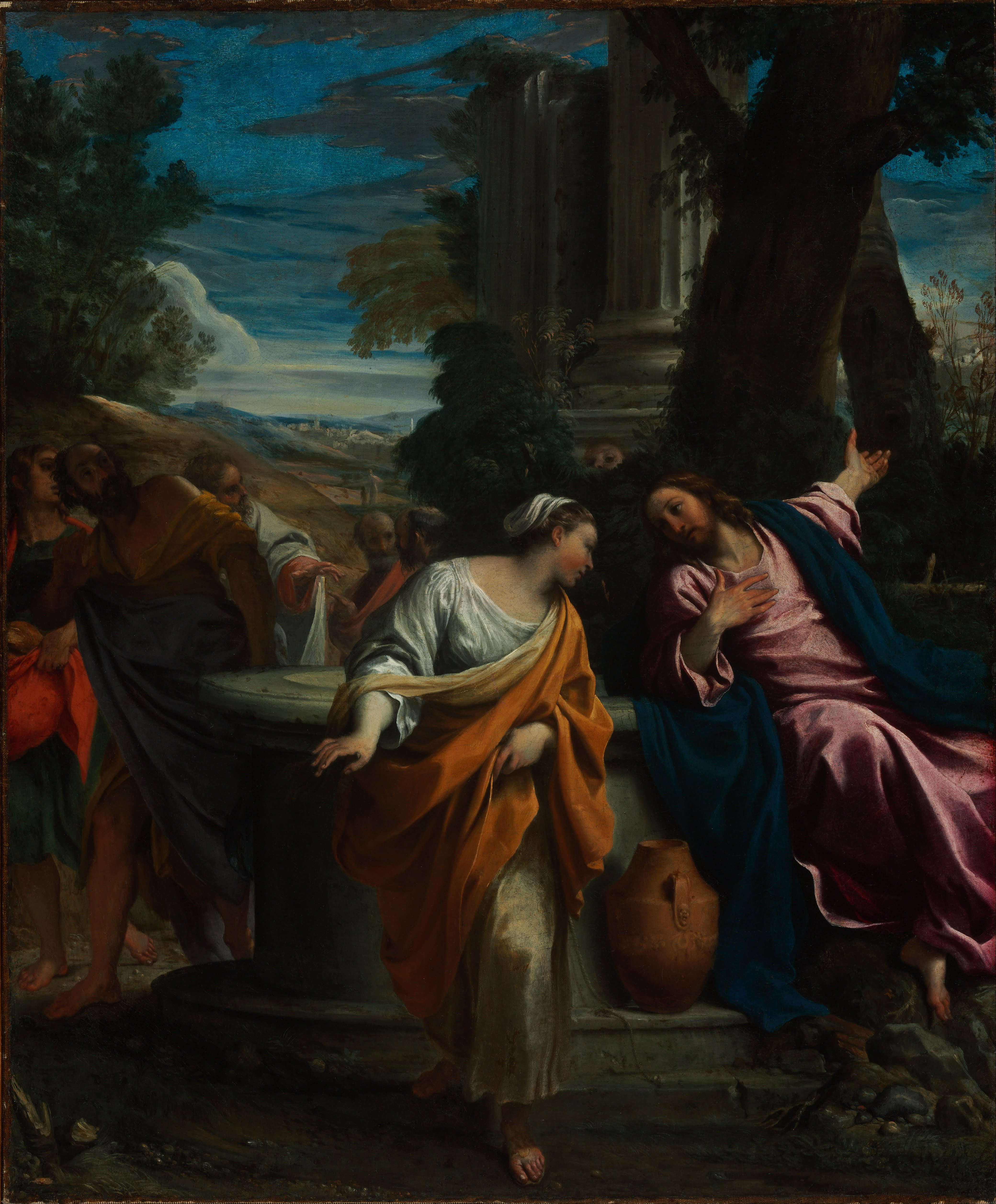
Jesus e a Samaritana (1595 - 1597), Annibale Carracci, Museu de Belas Artes de Budapeste.

Annibale realizou pouco depois uma réplica da Samaritana com variações, sendo em tamanho muito menor, que após um percurso intrincado acabou no Museu de Belas Artes de Budapeste. E mais tarde ainda voltou a tratar o tema com uma pintura em que as posições das duas principais personagens estão alternadas e diferentes dimensões das duas anteriores versões e que se encontra em Viena.

## História
A pintura foi executada no âmbito de uma campanha decorativa alargada do Palácio Sampieri, em Bolonha, conduzida entre 1593 e 1595. 
O empreendimento, realizado em conjunto por Annibale, Agostinho e Ludovico Carracci, foi o último esforço comum dos três Carracci, e incluiu a criação tanto de um ciclo de afrescos com Histórias de Hercules como de três grandes pinturas para serem usadas como sobreporta em outras tantas salas do palácio.
Os três quadros também constituiam um conjunto dedicado a episódios evangélicos em que Jesus comunica com as mulheres. Além da Samaritana de Annibale, faziam parte deste tríptico ideal Jesus e a Cananeia de Ludovico Carracci e Jesus e a Adúltera de Agostino Carracci.
As três pinturas foram adquiridas em 1811, com muitas outras obras da coleção de Sampieri (uma das coleções mais significativas das Escola Emiliana), pela Pinacoteca de Brera onde ainda se encontram.

## Galeria

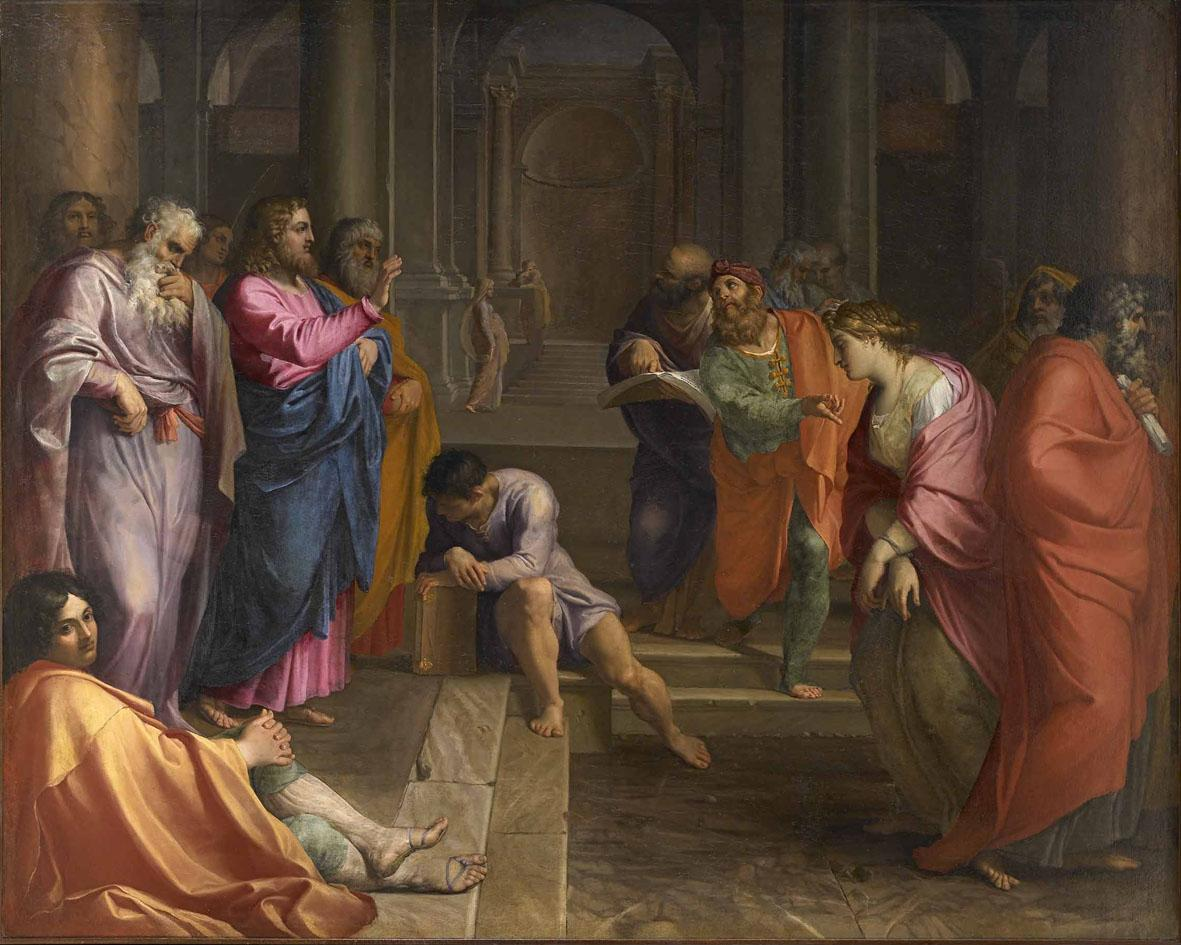
Jesus e a Adúltera (1593-1594), Agostino Carracci, Pinacoteca di Brera, Milão
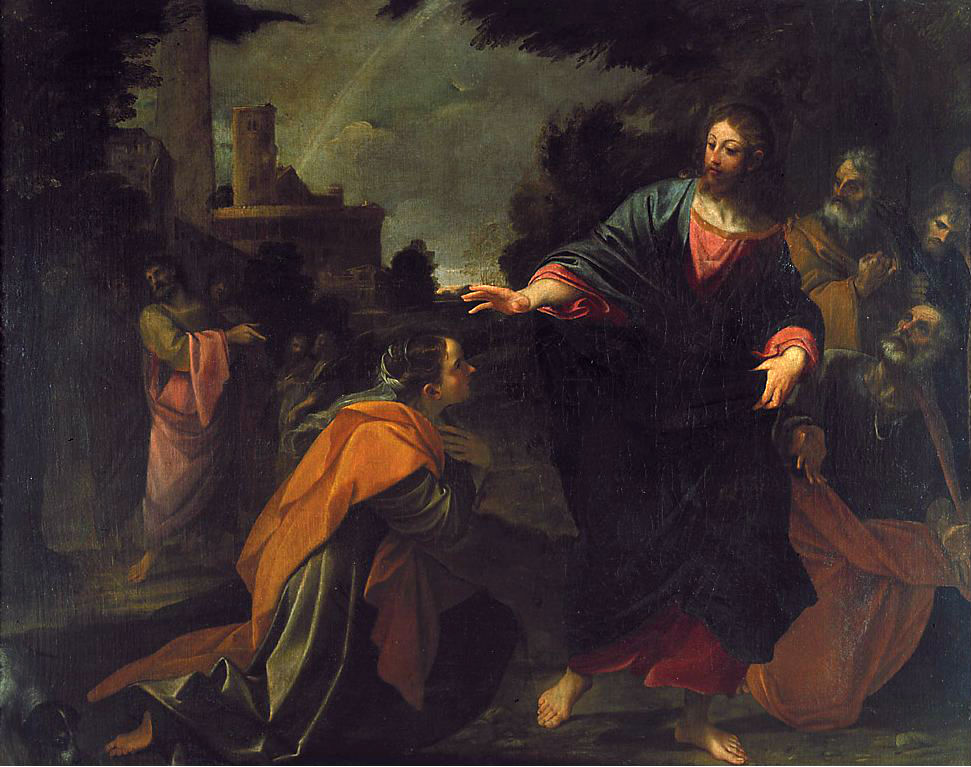
Jesus e a Cananeia (1593-1594), Ludovico Carracci, Pinacoteca di Brera, Milão

## Ligação externa
- Pinacoteca de Brera - sítio oficial